# Санджак Трикала
Санджак Трикала или Тирхала (тур. Tırhala Sancağı, греч. λιβάς/σαντζάκι Τρικάλων) — османская провинция второго уровня (санджак или лива), охватывающей регион Фессалия. Его название происходит от турецкого варианта названия города Трикала. Он был основан после завоевания Фессалии турками-османами во главе с Турахан-беем, процесс которого начался в конце XIV века и закончился в середине XV века.

## История
В XIV веке Фессалия находилась под властью сербских и греческих владык и пользовалась большим процветанием. Фессалия была завоевана турками-османами последовательными волнами, в 1386/1387, середине 1390-х годов и снова после 1414/1423, завоевание было завершено до 1470 года. Сама Трикала пала, вероятно, в 1395/1396 году (хотя Эвлия Челеби утверждает, что это произошло еще в 1390 году).
Однако недавно завоеванная область первоначально была родовым владением могущественного османского военачальника Турахан-бея (? — 1456) и его сына Омер-бея (? — 1484), а не обычной провинцией. Турахан-бей и его наследники переселили в свои европейские владения тюркских переселенцев из Анатолии (большинство из них были из региона Конья), чтобы населить малонаселенной местности. Вскоре мусульмане стали преобладать на низменности, в то время как христиане проживали в горах вблизи Фессалийской равнины. Бандитизм был широко распространен и привел к созданию первых санкционированных Османским государством христианских автономий, населенных так называемыми арматолами, самой ранней и самой заметной из которых была автономия область Аграфа.
Фессалия была в целом мирной страной, но время от времени сталкивалась с конфликтами. Так, в 1570 году венецианцы совершили набег на область Фенарбекир (Фанари), и неудавшиеся греческие восстания произошли в 1600—1601 и 1612 годах, первое при Дионисии Философе, митрополите-епископе Ларисы, а второе — по наущению герцога Неверского, претендовавшего на византийский престол. Греки также восстали в различных областях во время Морейской войны 1684—1699 годов и снова во время Орловского восстания, но эти восстания были быстро подавлены.
XVII век ознаменовался постепенным ослаблением Османского центрального правительства и заменой системы тимара системой чифтлик на равнине, где население, в основном, было занято сельским хозяйством (особенно производством хлопка) и скотоводством, в то время как горные поселения испытали рост благосостояния благодаря своим инвестициям в ремесла и торговлю, а также их организации в общинные гильдии. Это процветание выразилось в росте ярмарок и рынков в городских центрах региона.
После 1780 года честолюбивый Али-паша из Янины взял под свой контроль Фессалию и управлял этим регионом после 1808 года, когда он подавил местное восстание. Однако его высокие налоги разрушили торговлю провинции, и в сочетании со вспышкой чумы в 1813 году население сократилось примерно до 200 000 человек к 1820 году. Когда в 1821 году началась Греческая война за независимость, греческие восстания произошли в горах Пелион и Олимп, а также в западных горах вокруг Фенарбекира, но они были быстро подавлены османскими армиями под командованием Мехмеда Решид-паши и Махмуда Драмали-паши.
После образования независимого Греческого королевства греческая националистическая агитация продолжалась, с дальнейшими восстаниями в 1841, 1854 и снова во время Русско-турецкой войны 1877—1878 годов. В то же время, несмотря на прогрессивные реформы Танзимата, в Фессалии пахотные земли принадлежали нескольким магнатам, которые сократили своих арендаторов-фермеров до фактически крепостного права.
Фессалия оставалась в руках турок-османов до 1881 года, когда она была передана Греции по условиям Берлинского договора. Последняя османская перепись, проведенная в 1877/1878 году, включала 250 000 жителей и 2500 зданий в санджаке, а общее население Фессалии (включая регион Эласон, который оставался османским вплоть до Балканских войн) оценивалось в 285 000 греков, 40 000 турок и 40 000 евреев.

## Административное деление
На протяжении большей части своей истории санджак входил в состав Румелийского эялета. В налоговой переписи 1454/1455 года санджак Трикала занимал гораздо большую площадь, чем современная Фессалия, поскольку он включал районы Пинда, которые сегодня принадлежат административным районам Эпира и восточным частям Центральной Греции. В то время он входил в состав Румелийского бейлербейства (эялета) и делился на четыре суб-провинции: вилайет Трикала (Тирала) виляй, вилайет Лариса (Енишехир), вилайет Фанари (Фенар) и вилайет Аграфа. Столицей санджака был город Трикала.
По данным XVII века османский географ Хаджи Халифе, провинция Трикала охватывала девять каз («районы»): Тирхала, Палатмина (Платамонас), Енишехир и-Фенари (Лариса), Голос (Волос), Чаталджа (Фарсала), Велестин (Велестинон), Аласония (Эласон), Доминек (Доменико), и Фенарбекир. В XVIII веке столица была перенесена из Тирхалы в Енишехир, и сам санджак соответственно стал также называться.
После реформ Танзимата 1840-х годов Тирхала стала частью Салоникского эялета (самое позднее к 1846 году). Около 1854/1855 года он появляется как отдельный эялет, но источник неясен. В 1856 году он стал частью Янинского эялета, но в 1863—1867 годах он, безусловно, стал эялетом сам по себе. Первоначально он, вероятно, охватывал только старый санджак Тирхала, но в 1864/1865 годах Салнаме (провинциальный ежегодник) добавляет санджаки Голос (Волос), переданные из эялета Салоники, Превезе (Превеза), новой провинции и Авлонии (Влёры). Однако в 1867 году он был вновь объединен с эялетом Янина как санджак, который в 1877 году был перечислен как имеющий следующие казы: Енишехир, Аласонья, Ирмие, Тирхала, Чаталка, Голос и Карадиге (Кардица).